# Peace River (circonscription fédérale)
Pour les articles homonymes, voir Peace River.
Circonscription électorale fédérale du Canada
Peace River était une circonscription électorale fédérale canadienne dans la province de l'Alberta. Elle comprenait environ le quart nord-ouest de la province.
Sa population était de 88 882 dont 65 496 électeurs sur une superficie de 180 320 km2. Les circonscriptions limitrophes étaient Fort McMurray—Athabasca, Yellowhead, Prince George—Peace River et Western Arctic.

## Résultats électoraux
|       | Candidat            | Parti            | # de voix | % des voix |
|       | (x) Chris Warkentin | Conservateur     | +36 374,  | 75,77 %    |
|       | Corina Ganton       | Libéral          | +01 481,  | 3,09 %     |
|       | Adele Boucher Rymhs | NPD              | +07 740,  | 16,12 %    |
|       | Jennifer Villebrun  | Vert             | +01 699,  | 3,54 %     |
|       | Donovan Eckstrom    | Parti Rhinocéros | +00350,   | 0,73 %     |
|       | Russ Toews          | Indépendant      | +00360,   | 0,75 %     |
| Total | Total               | Total            | 48 004    | 100 %      |

|       | Candidat            | Parti             | # de voix | % des voix |
|       | (x) Chris Warkentin | Conservateur      | +29 388,  | 69,46 %    |
|       | Liliane Maisonneuve | Libéral           | +02 833,  | 6,7 %      |
|       | Adele Boucher Rymhs | NPD               | +06 108,  | 14,44 %    |
|       | Jennifer Villebrun  | Vert              | +03 295,  | 7,79 %     |
|       | Edwin Siggelkow     | Action canadienne | +00374,   | 0,88 %     |
|       | Mélanie Simard      | Libertarien       | +00314,   | 0,74 %     |
| Total | Total               | Total             | 42 312    | 100 %      |

## Historique
La circonscription de Peace River a été créée en 1924 d'une partie d'Edmonton-Ouest. Abolie lors du redécoupage de 2012, elle fut redistribuée parmi Grande Prairie—Mackenzie et Peace River—Westlock.
1. 1925-1935 — Donald MacBeth Kennedy, PPC (1925-1926) & UFA (1926-1935)
2. 1935-1940 — René-Antoine Pelletier, CS
3. 1940-1945 — John Howard Sissons, PLC
4. 1945-1958 — Solon Earl Low, CS
5. 1958-1980 — Ged Baldwin, PC
6. 1980-1993 — Albert Cooper, PC
7. 1993-2006 — Charlie Penson, PR (1993-2000), AC (2000-2003) & PCC (2003-2006)
8. 2006-2015 — Chris Warkentin, PCC

- AC = Alliance canadienne
- CS = Parti Crédit social
- PC = Parti progressiste-conservateur
- PCC = Parti conservateur du Canada
- PLC = Parti libéral du Canada
- PPC = Parti progressiste du Canada
- PR = Parti réformiste du Canada
- UFA = United Farmers of Alberta

1. ↑  Élections Canada.